# CODLAG
ディーゼルエレクトリック・ガスタービン複合推進方式（英語: COmbined Diesel-eLectric And Gas Turbine, CODLAG）は、船の推進方式の一種。低速・巡航時は、ディーゼル・エレクトリック方式による電気推進を使用し、高速時にはガスタービンエンジンによる機械駆動も併用して推力を得る方式である。

## 概要

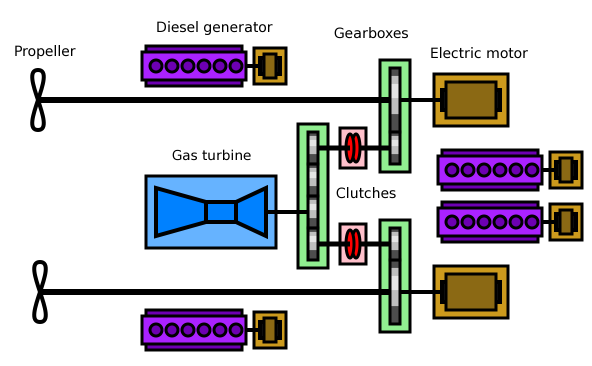
CODLAG の模式図。

低速・巡航時にディーゼルエンジン、高速時にガスタービンエンジンを併用するという点では、ディーゼル・ガスタービン複合推進（CODAG）方式があるが、この方式の場合はエンジンの特性が違いすぎるため、両者を併用するためのギアボックスの設計が極めて困難で複雑化するという問題がある。この問題を解決するために、併用を諦め、両者を切り替えるCODOG方式も存在する。
それに対しCODLAG方式の場合、ディーゼルエンジンを電気推進に用いるための電力を発電する発電機として用いる。間に発電機を介する事によって、ディーゼルエンジンとガスタービンエンジンの回転特性の違いを吸収し、ギアボックスの設計を単純化する事ができる。
とはいえ、間に発電機を介しても回転特性の違いは完全に吸収できるものではなく、ギアボックスの設計はそれなりに複雑化する。そのためディーゼル・エレクトリック方式とガスタービンエンジンを切り替えるCODLOG方式も存在する。
なお、類似した方式としてCOGLAG方式がある。これは、CODLAGにおけるディーゼル・エレクトリック方式のかわりにガスタービンエンジンによるターボ・エレクトリック方式を用いるものである。

## 採用例
イギリス海軍
- 23型フリゲート

 イタリア海軍
- カルロ・ベルガミーニ級フリゲート (2代)

 ドイツ海軍
- バーデン・ヴュルテンベルク級フリゲート

 大韓民国海軍
- 大邱級フリゲート

 アメリカ海軍
- コンステレーション級ミサイルフリゲート

 スペイン海軍
- ボニファス級フリゲート